# Rhagoletis rohdendorfi
Rhagoletis rohdendorfi är en tvåvingeart som beskrevs av Valery Korneyev och Merz 1997. Rhagoletis rohdendorfi ingår i släktet Rhagoletis och familjen borrflugor. Inga underarter finns listade i Catalogue of Life.